# Leptothorax dessyi
Leptothorax dessyi är en myrart som beskrevs av Menozzi 1936. Leptothorax dessyi ingår i släktet smalmyror, och familjen myror. Inga underarter finns listade i Catalogue of Life.